# Apiaká
Apiaká es un pueblo indígena, que habita en los estados de Mato Grosso y Pará, en Brasil. Hablan el idioma apiacá de la familia Tupi.

## Territorio
El Puntal de los Apiaká es su territorio tradicional, que comprende los cursos medio y bajo del río Arinos, el rio Juruena, el rio Teles Pires y sus afluentes. Hasta comienzos del siglo XX también era territorio Apiaká el alto río Tapajós. Actualmente hay siete aldeas apiká en Mato Grosso y Pará: Mayrob y Figueirinha, en la margen derecha del Río de los Peces (Tierra Indígena Apiaká-Kayabi); Mairowy, en a margen izquierda del Teles Pires (Tierra Indígena Kayabí); Bom Futuro y Vista Alegre, en la margen derecha del Teles Pires (Tierra Indígena Mundurucú, PA); Minhocuçu, en la margen derecha del Teles Pires (Tierra Indígena Kayabí); y Pontal, en la margen derecha del Juruena. Familias no contactadas han permanecido en las selvas del Puntal, otras viven en casas separadas en las riberas del Juruena. Debido a la reducción de su territorio, decenas de apiká viven en aldeas mundurukú y otros en aldeas kayabí o en los centros urbanos.

## Organización
Viven en comunidades integradas por familias extensas. Se casan después de los 14 años, con "parientes lejanos" (primos en segundo o tercer grado o hijos de primos). El novio debe vivir el primer año de matrimonio trabajando para su suegro y después hace su propia casa, preferentemente en la aldea de la novia. Actualmente hay matrimonios entre apiakás y mundurukús y algunos con kayabís o con no indígenas. La reciprocidad entre parientes es un principio esencial de la vida apiaká. Una comunidad se expresa en la esfera pública, en su salón, que sirve para las reuniones formales y para las fiestas.

## Economía
Su subsistencia depende de la agricultura, la pesca, la caza y la recolección. El pescado es fundamental en su alimentación y la carne de cacería considerada indispensable. No existe propiedad privada de la tierra, la cual pertenece a la comunidad y cada hogar tiene derecho a usarla. Plantan chagras itinerantes abriendo el bosque a 20 a 40 minutos caminando desde la aldea, de manera que una familia puede tener un cultivo recién plantado y otro produciendo, mientras las antiguas chagras vuelven al bosque. Siembran yuca, batata, banano, fríjol, maíz, maní, piña y maracuyá, entre otros.   Recolectan frutos de asaí, moriche, seje, hongos, hormigas "sauva", larvas de escarabajo y huevos de tortuga. Fabrican objetos que usan, como cestas, mochilas, armas, hamacas, instrumentos de cocina, collares y pulseras.

## Historia
Las primeras informaciones escritas sobre los Apiaká datan del siglo XVIII, cuando se descubrieron en la región minas de oro y diamantes y la hostilidad de los Apiaká fue uno de los factores que causaron la decadencia de esas minas. Se sabe que los Apiaká eren aliados de los Mundurukú y enemigos tradicionales de los Kayabí y los Tapanyua. Durante el siglo XIX los Apiaká mantuvieron buenas relaciones con los no indígenas, hasta 1902, cuando fue instalada la sede de la Recolección de Impuestos de Mato Grosso en Barra de São Manoel, en el alto Tapajós. Los cuatro primeros jefes de recolección de impuestos desataron guerras contra los Apiaká, desalojándolos del Tapajós y llegando a exterminar una aldea entera en la cascada São Florêncio, del bajo Juruena. La fiebre del caucho también los desplazó y dispersó lejos de su territorio histórico; muchos fueron llevados por patrones para explotar los siringales y otros murieron víctimas de epidemias.
En los años 1960, varias familias que todavía trabajaban extrayendo caucho en las márgenes del rio Juruena, se mudaron para la aldea Tatuí, en el río de los Peces, afluente oriental del Arinos. Después de 1970, otros apikás fueron a vivir en el río de los Peces. Desde entonces, los Apiaká se reestructuraron organizativamente para exigir sus derechos como pueblo indígena y en especial el reconocimiento y demarcación de sus territorios.